# Kosovská fotbalová reprezentace
Kosovská fotbalová reprezentace (albánsky Kombëtarja kosovare e futbollit, srbsky Фудбалска репрезентација Косова/Fudbalska reprezentacija Kosova) zastupuje Kosovo v mezinárodních fotbalových soutěžích. Spadá pod Fotbalovou federaci Kosova.
Od května 2016 je oficiálně členem UEFA i FIFA, ale zápasy proti členům FIFA mohla hrát se svolením Mezinárodní federace fotbalových asociací již od března 2014. Svou historicky první kvalifikaci na mistrovství světa zahájila 5. 9. 2016 remízou 1:1 v Turku proti domácímu Finsku.

## Mistrovství světa
| Rok    | Účast                                           | Soupisky |
| ------ | ----------------------------------------------- | -------- |
| 2018   | Nepostoupili z kvalifikace                      | ----     |
| 2022   | Nepostoupili z kvalifikace                      | –        |
| Celkem | Účast – 0× Zlato – 0×, Stříbro – 0×, Bronz – 0× |          |

## Mistrovství Evropy
| Rok     | Účast                                           | Soupisky |
| ------- | ----------------------------------------------- | -------- |
| ME 2020 | Nepostoupili z kvalifikace                      | –        |
| 2024    | Nepostoupili z kvalifikace                      | –        |
| Celkem  | Účast – 0× zlato – 0×, stříbro – 0×, bronz – 0× |          |

## Soupiska
| Brankáři     | Granit Kolshi    | KF Besa                 | 17. srpna 1990     | 0 | 0 |
| Brankáři     | Flamur Neziri    | KF Feronikeli           | 22. května 1987    | 0 | 0 |
| Brankáři     | Samir Ujkani     | AC Pisa                 | 5. července 1988   | 2 | 0 |
| Obránci      | Amir Rrahmani    | RNK Split               | 24. února 1994     | 1 | 0 |
| Obránci      | Bajram Jashanica | KF Skënderbeu Korçë     | 25. září 1990      | 1 | 0 |
| Obránci      | Ardian Ismajli   | HNK Hajduk Split        | 30. září 1996      | 0 | 0 |
| Obránci      | Leart Paqarada   | SV Sandhausen           | 8. října 1994      | 2 | 0 |
| Obránci      | Avni Pepa        | ÍBV Vestmannaeyja       | 14. listopadu 1988 | 1 | 0 |
| Obránci      | Fanol Perdedaj   | TSV 1860 München        | 16. července 1991  | 2 | 0 |
| Obránci      | Alban Pnishi     | Grasshopper Club Zürich | 20. října 1990     | 1 | 0 |
| Záložníci    | Benjamin Kololli | FC Lausanne-Sport       | 15. května 1992    | 0 | 0 |
| Záložníci    | Enis Alushi      | 1. FC Nürnberg          | 22. prosince 1985  | 2 | 0 |
| Záložníci    | Bernard Berisha  | RFK Terek Groznyj       | 24. října 1991     | 2 | 0 |
| Záložníci    | Alban Meha       | Al-Nasr                 | 26. dubna 1986     | 1 | 0 |
| Záložníci    | Milot Rashica    | Vitesse                 | 18. října 1992     | 1 | 0 |
| Záložníci    | Bersant Celina   | FC Twente               | 9. září 1996       | 2 | 0 |
| Záložníci    | Besar Halimi     | 1. FSV Mainz 05         | 12. prosince 1994  | 2 | 0 |
| Záložníci    | Herolind Shala   | Kasımpaşa SK            | 1. února 1992      | 0 | 0 |
| Záložníci    | Hekuran Kryeziu  | FC Luzern               | 12. února 1993     | 2 | 0 |
| Záložníci    | Valon Berisha    | FC Red Bull Salzburg    | 7. února 1993      | 1 | 1 |
| Záložníci    | Valmir Sulejmani | Hannover 96             | 1. února 1996      | 1 | 0 |
| Záložníci    | Eroll Zejnullahu | 1. FC Union Berlin      | 12. října 1994     | 0 | 0 |
| Záložníci    | Sinan Bytyqi     | Go Ahead Eagles         | 15. ledna 1995     | 0 | 0 |
| Útočníci     | Albert Bunjaku   | FC St. Gallen           | 29. listopadu 1983 | 2 | 1 |
| Útočníci     | Vedat Muriqi     | Gençlerbirliği SK       | 24. dubna 1994     | 0 | 0 |
| K 6. 9. 2016 |                  |                         |                    |   |   |